# Catar en los Juegos Paralímpicos de Atenas 2004
Catar estuvo representado en los Juegos Paralímpicos de Atenas 2004 por dos deportistas masculinos. El equipo paralímpico catarí no obtuvo ninguna medalla en estos Juegos.